# Peter Murphy (scrittore)
Peter Murphy (Irlanda, ...) è uno scrittore irlandese.

## Biografia
Peter Murphy ha iniziato la sua carriera come giornalista e recensore musicale alla fine degli anni '90, come editorialista del giornale Hot Press e con collaborazioni saltuarie con Rolling Stones e il Sunday Business Post. Ha scritto i libretti di numerose pubblicazioni discografiche, tra cui la riedizione rimasterizzata dell'Anthology of American Folk Music, in cui è compresa l'incisione di Blind Willie Johnson della canzone John the Revelator, da cui è tratto il titolo del suo romanzo d'esordio (in Italia, John il visionario).
Murphy vive nel sud est dell'Irlanda, nella Contea di Wexford, dov'è cresciuto.

## Opere letterarie
- John il visionario, (John the Revelator, 2009)